# Acanthodica fassli
Acanthodica fassli là một loài bướm đêm thuộc họ Noctuidae. Nó được tìm thấy ở Bolivia.